# Audi RS4
Audi RS4 — спортивно-ориентированный компактный престижный автомобиль от Audi Sport GmbH, произведённый в ограниченном количестве для немецкого автопроизводителя Audi AG (дочернее предприятие Volkswagen Group). Автомобиль превосходит по скорости Audi S4 и большинство основанных на A4 спортивно-ориентированных автомобилей B серии.

## Описание
Первая версия B5 изначально только в варианте «Avant» (фирменное название Audi AG для кузовов универсал). Следующее поколение B7 сперва появилось с кузовом седан, чуть позже появились Avant'ы и ещё позднее были добавлены кабриолеты.
Аббревиатура «RS» в названии машины происходит от немецкого RennSport (рус. автоспорт). Как и все автомобили Audi линейки RS, RS4 комплектуется последними технологиями и может причисляться к автомобилям, работающим на имидж компании. Ко всему прочему, Audi RS4 во всех версиях комплектуется системой quattro, основанной на дифференциалах Torsen для полноприводных автомобилей.
В 2006—2008 гг. участвовали в SuperStars Series, где выиграли два титула, оба Джанни Морбиделли.

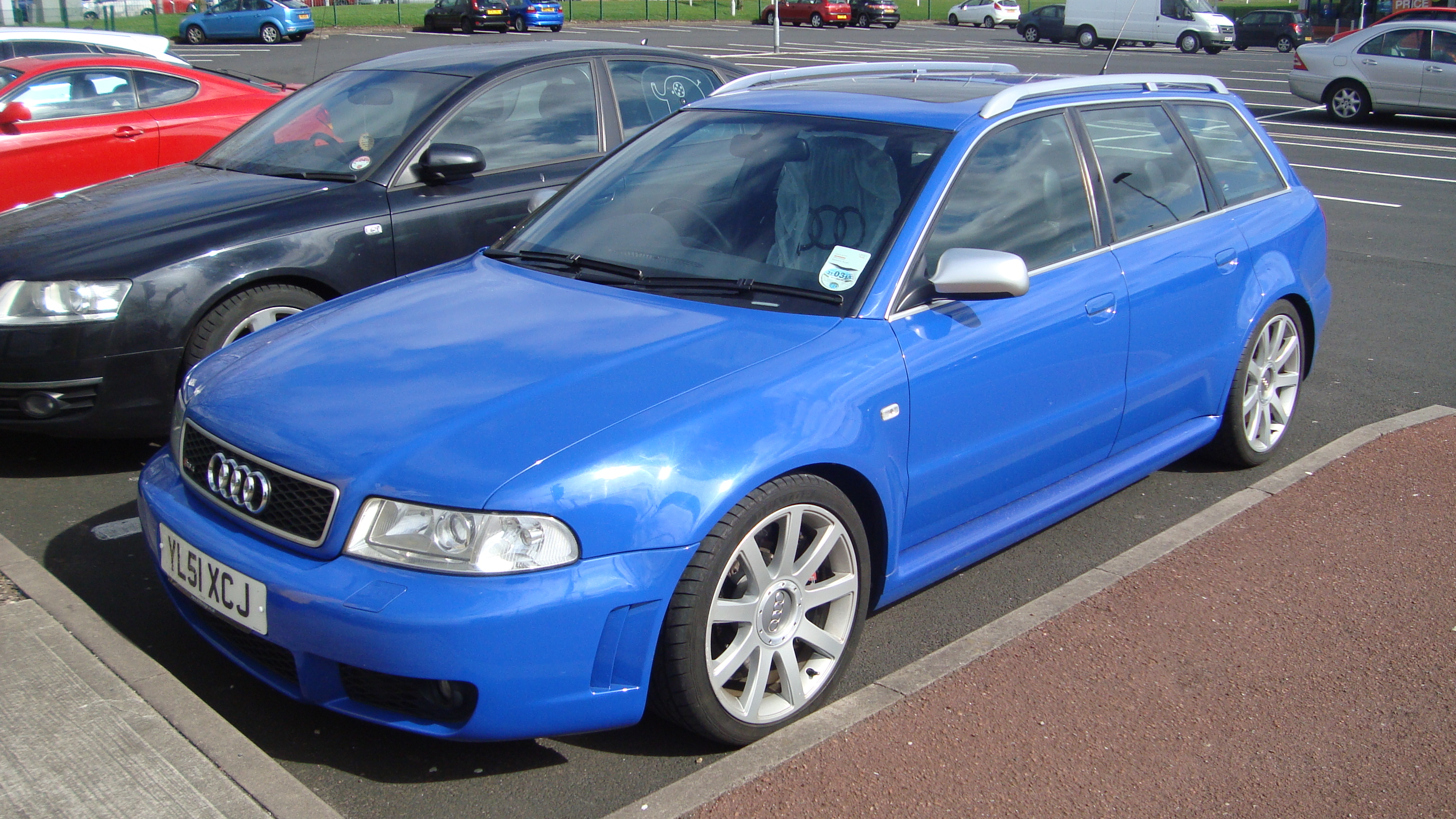
B5 (Typ 8D)
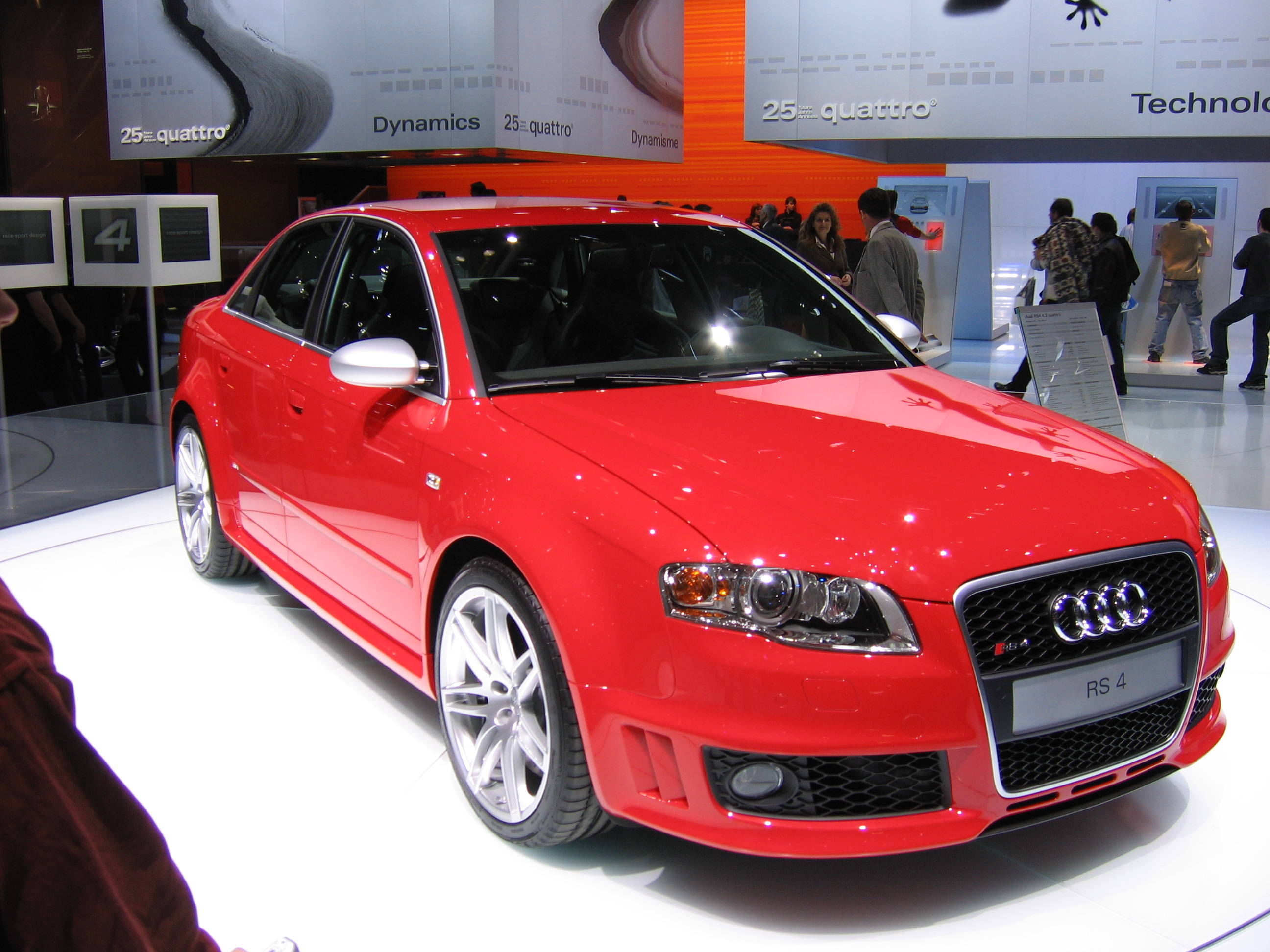
B7 (Typ 8E)
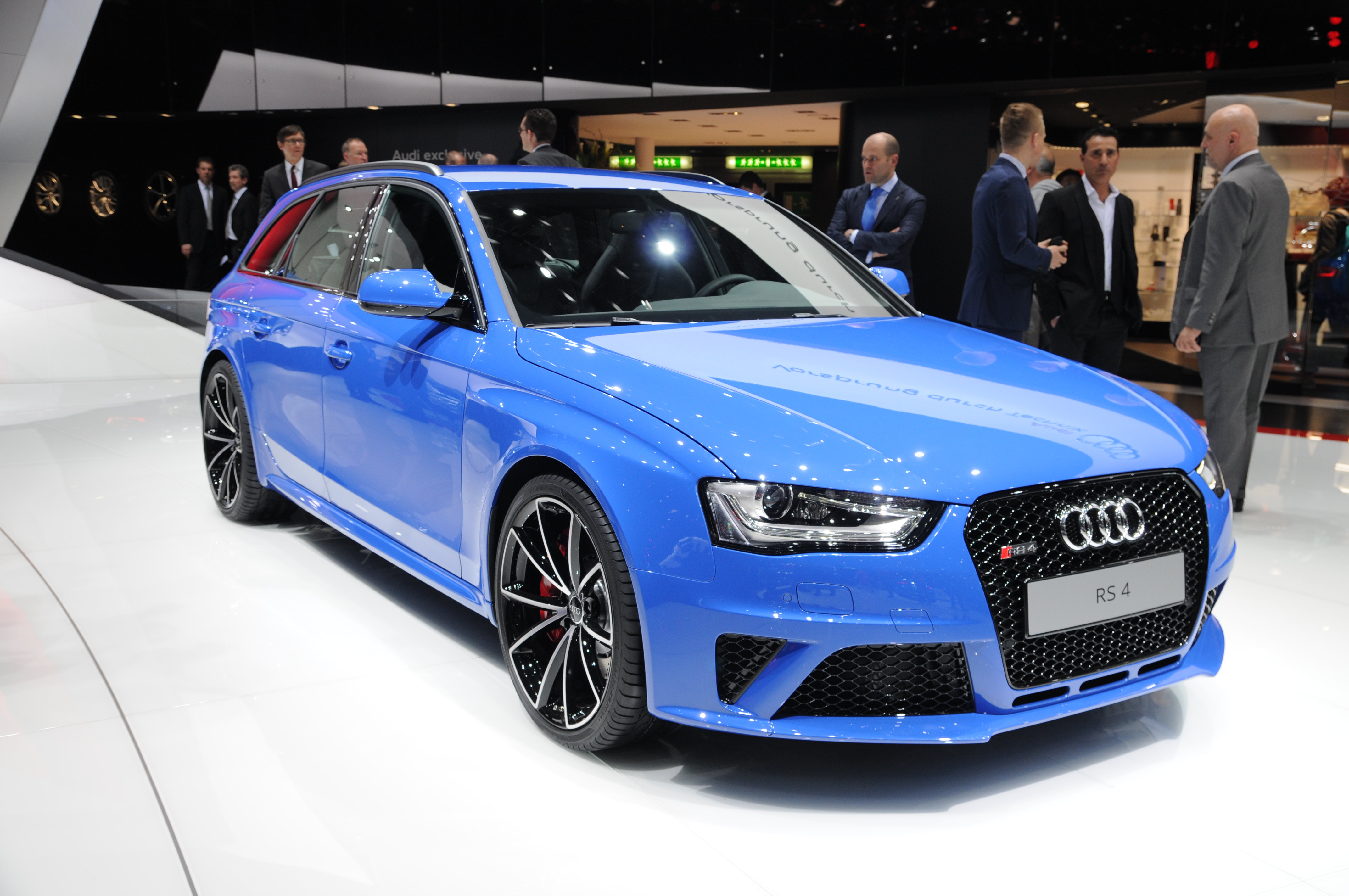
B8 (Typ 8K)
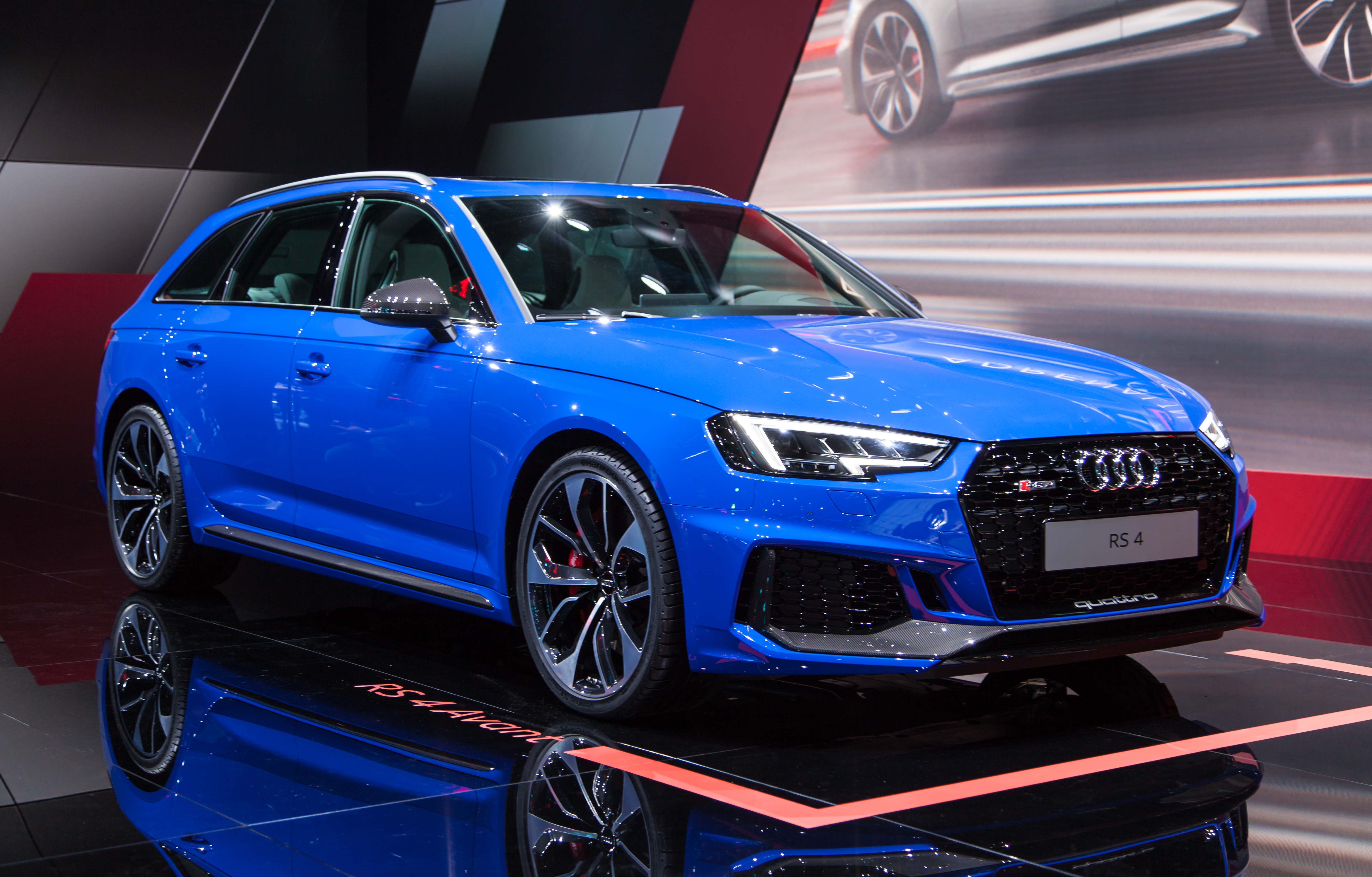
B9

## B5 (Typ8D)

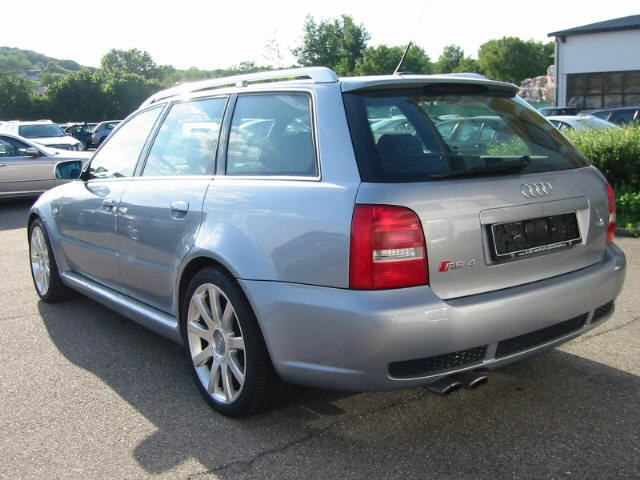
Вид сзади

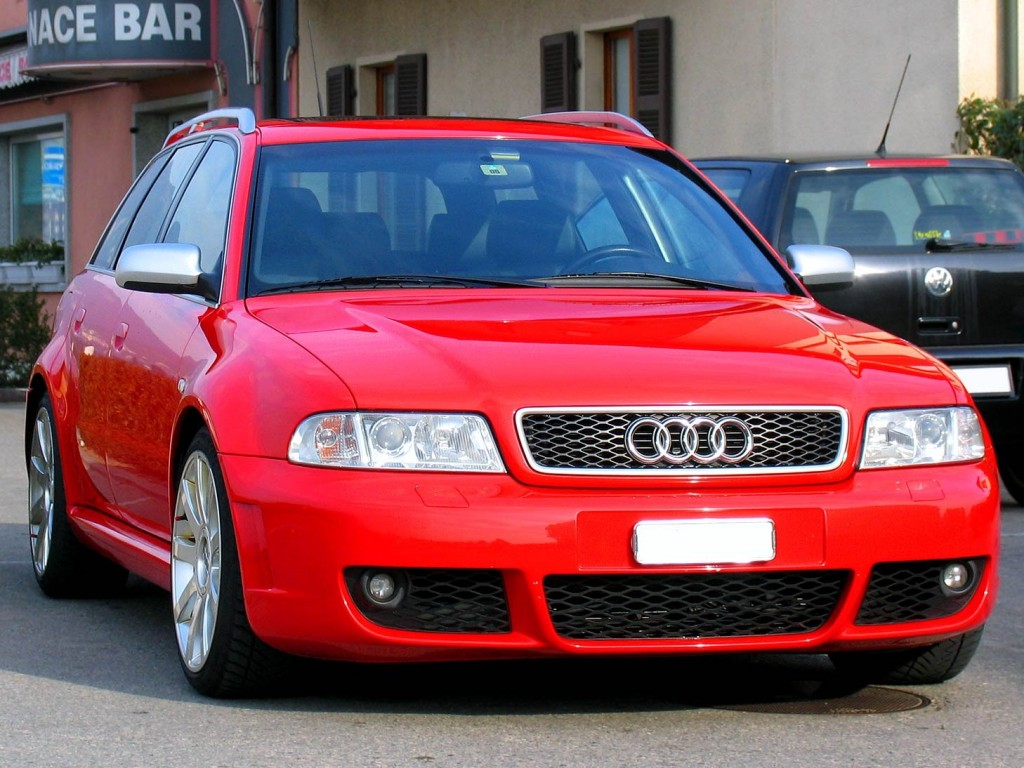
Вид спереди

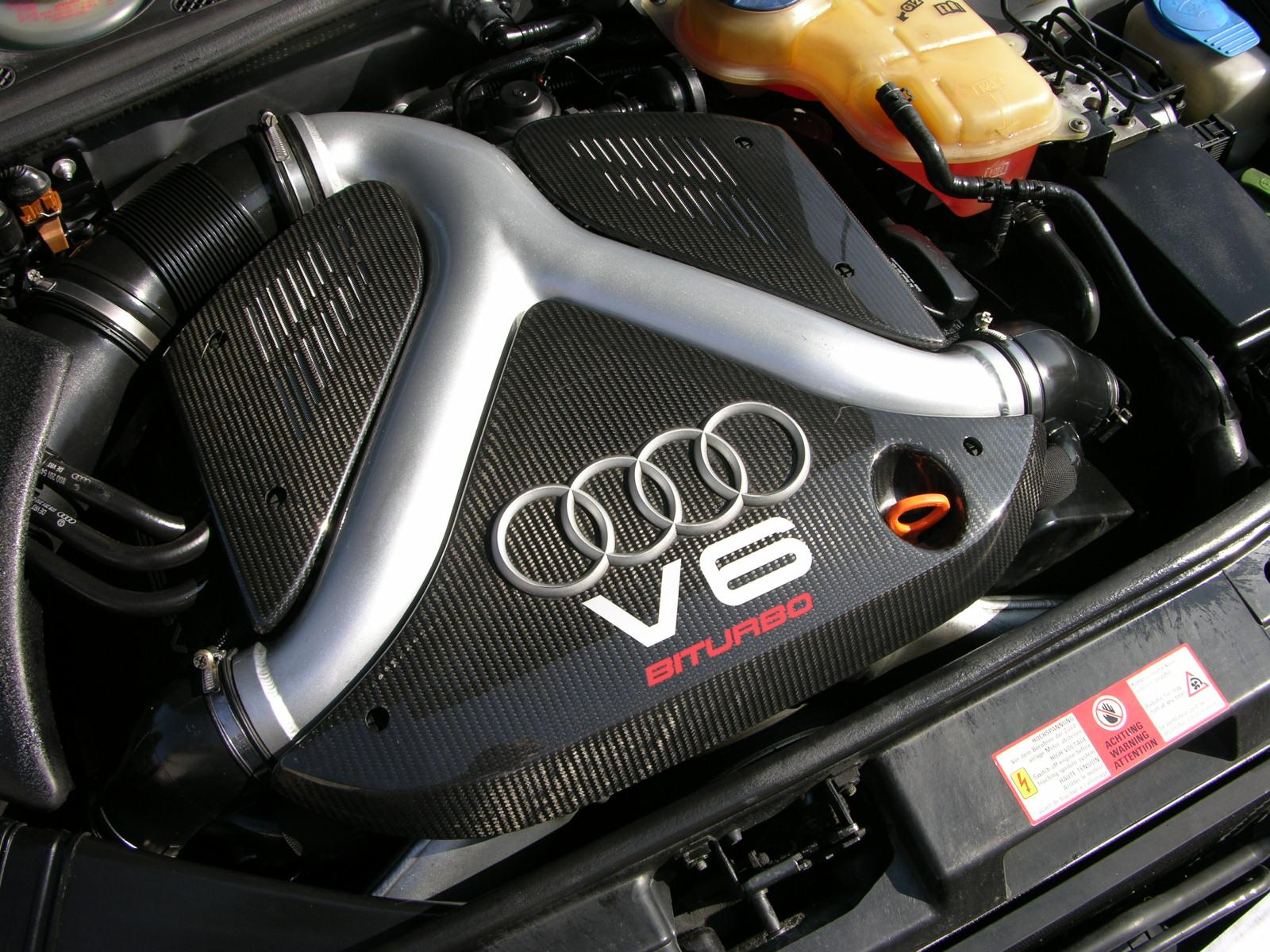
Крышка 2.7-литрового 6-цилиндрового 380-сильного Biturbo двигателя Audi B5 RS4 Avant

Производство оригинальных B5 Audi RS4 Avant quattro (Typ 8D) было введено AUDI AG в конце 1999 года для последующей продажи в 2000 году, в качестве преемника Porsche / Quattro GmbH совместного предприятия развитых Audi RS2 Avant. RS4, как и его предшественник RS2, был доступен только в качестве Avant (название Audi для автомобилей кузова универсал), а также была построена на существующей платформе Volkswagen Group B5 совместно с A4 и S4. Автомобиль был доступен для продажи в большинстве стран Европы, некоторых частях Азии и в некоторых странах Латинской Америки.
| Audi RS 4            | 2000                |
| -------------------- | ------------------- |
| Двигатель            | 2.7 V6 T            |
| Мощность двигателя   | 285 кВт (387 л. с.) |
| Разгон (0-100 км/ч.) | 4.9 сек.            |
| Макс. скорость       | 250 км/ч.           |
| Вес                  | 1620 кг             |

Было произведено 6030 единиц в период между 1999 и 2001 годах.

## B7 (Typ8E)

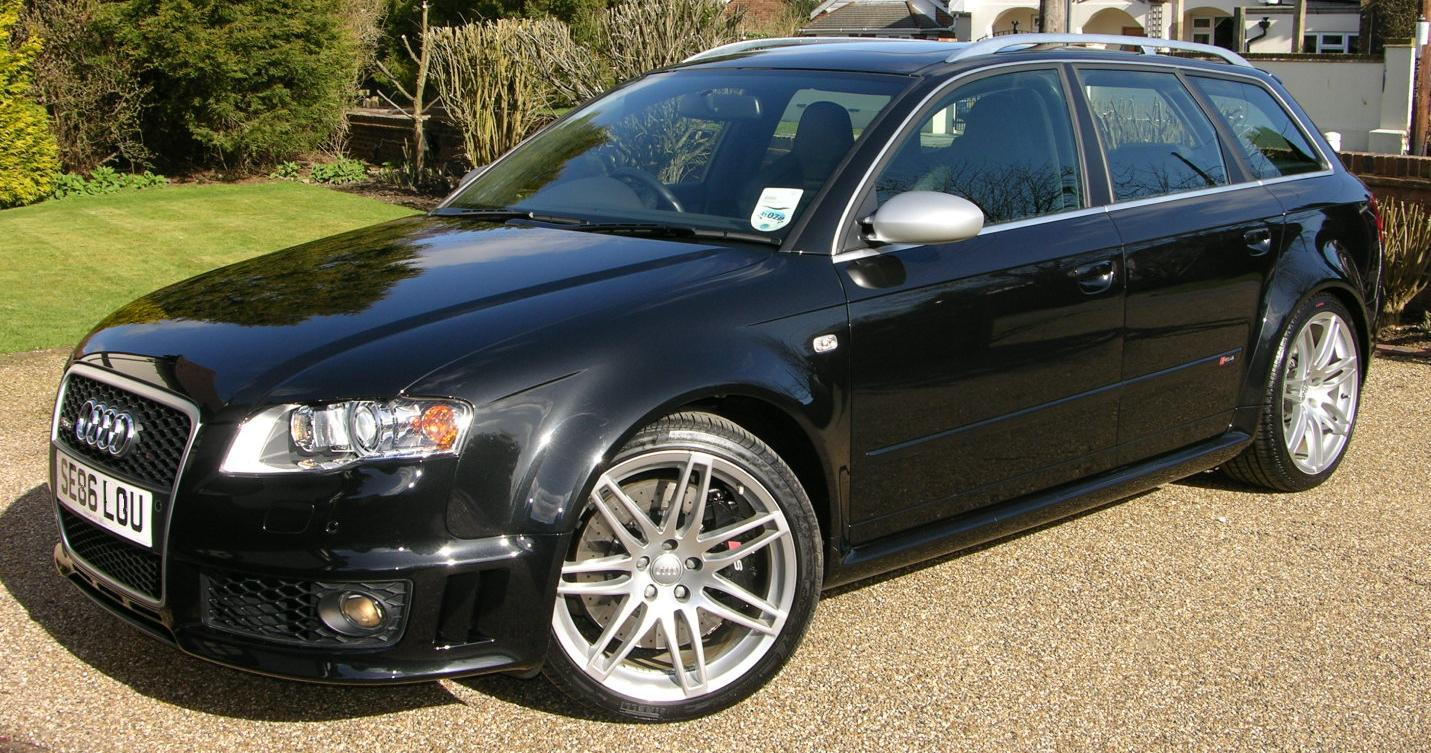
Универсал

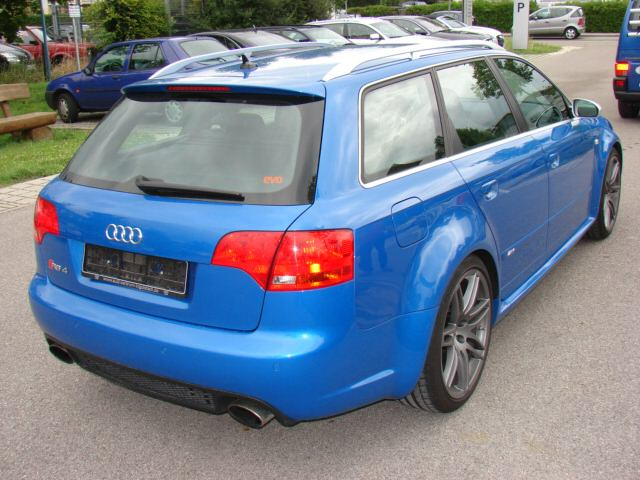
Универсал

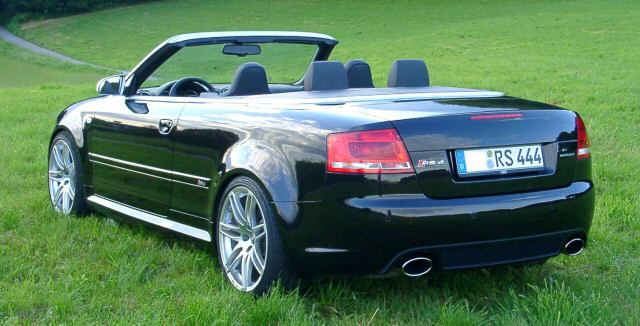
Кабриолет

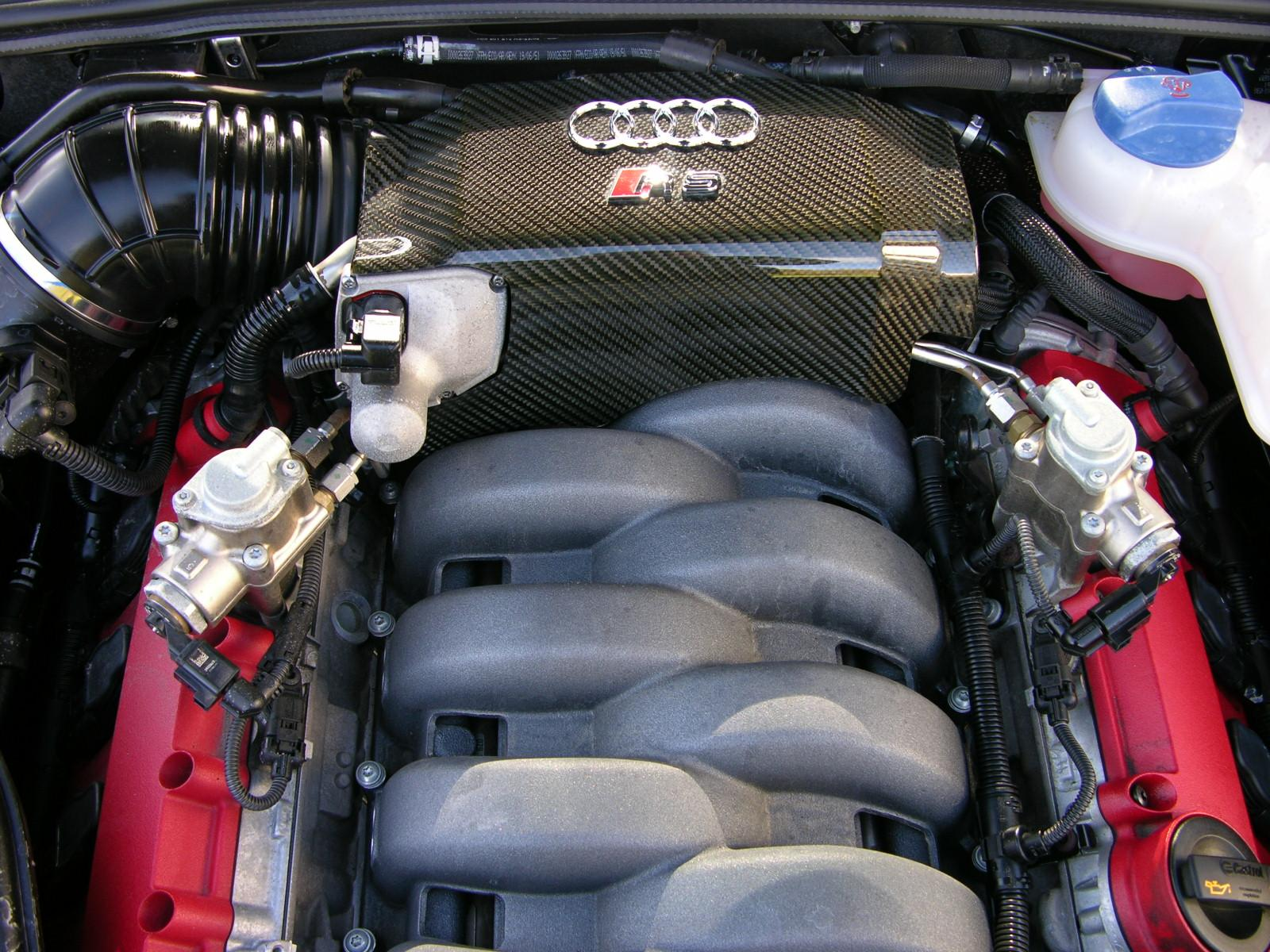
Двигатель

| Audi RS 4            | седан               | avant               | кабриолет           |
| -------------------- | ------------------- | ------------------- | ------------------- |
| Двигатель            | 4,163 см3 V8        | 4,163 см3 V8        | 4,163 см3 V8        |
| Мощность двигателя   | 309 кВт (420 л. с.) | 309 кВт (420 л. с.) | 309 кВт (420 л. с.) |
| Разгон (0-100 км/ч.) | 4.8 сек.            | 4.9 сек.            | 4.9 сек.            |
| Макс. скорость       | 250 км/ч.           | 250 км/ч.           | 250 км/ч.           |
| Вес                  | 1650 — 1680 кг      | 1710 кг             | 1845 кг             |

## B8 (Typ8K)

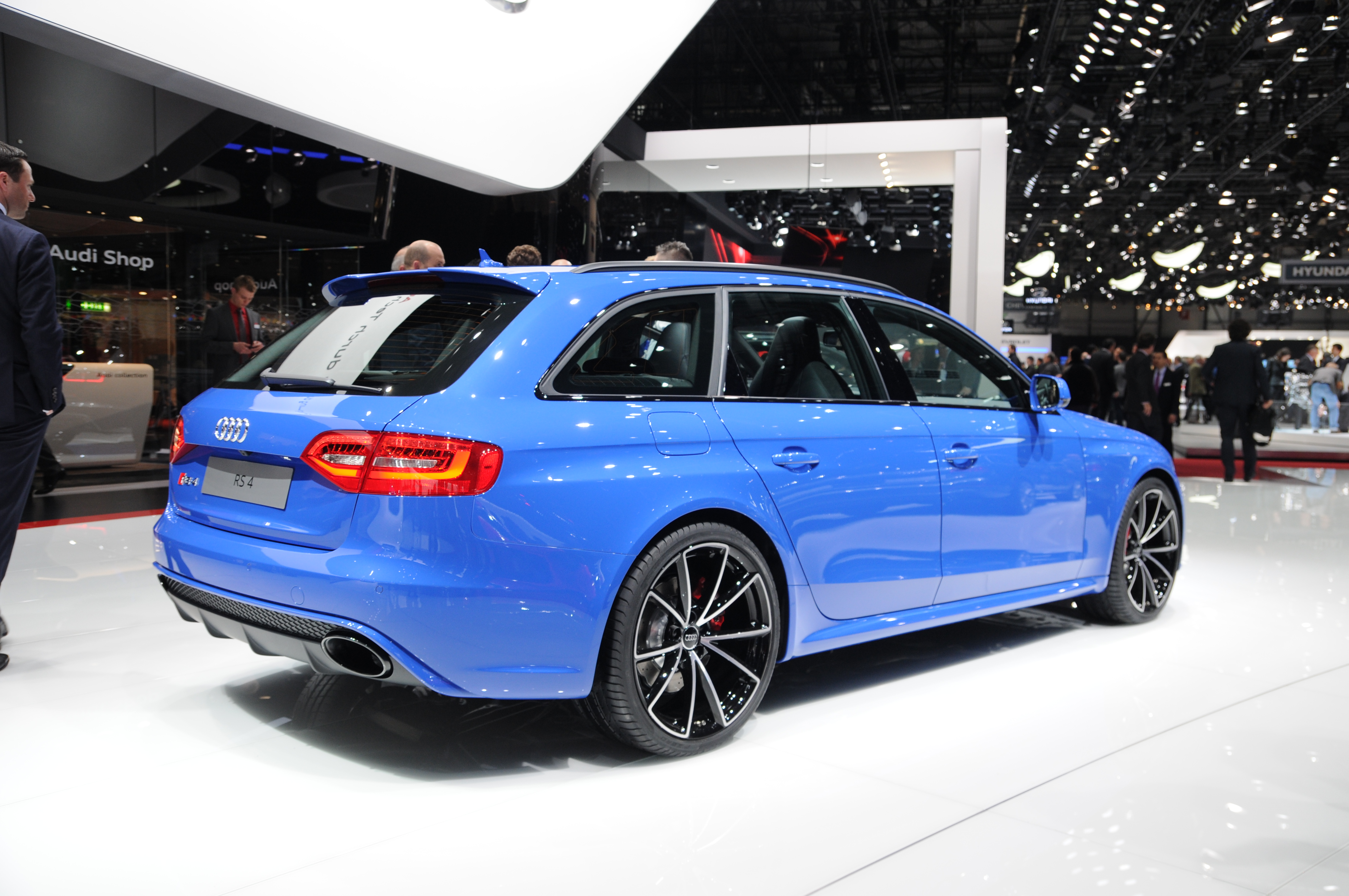
Вид сзади

Представители Audi заявили, что не планируют выпускать RS4 в новом кузове B8, однако весной 2011 года удалось получить шпионские фотографии предполагаемого автомобиля Audi RS4 Avant. Автомобиль выпускается с 2012 года и имеет силовую установку, аналогичную Audi RS5 (V8 4,2л, 450 л.с.).
Седаны в этом поколении RS4 не выпускались.
| Audi RS 4            | 2012                |
| -------------------- | ------------------- |
| Двигатель            | 4.2 V8              |
| Мощность двигателя   | 331 кВт (450 л. с.) |
| Разгон (0-100 км/ч.) | 4.7 сек.            |
| Макс. скорость       | 280 км/ч.           |
| Вес                  | 1795 кг             |

## B9

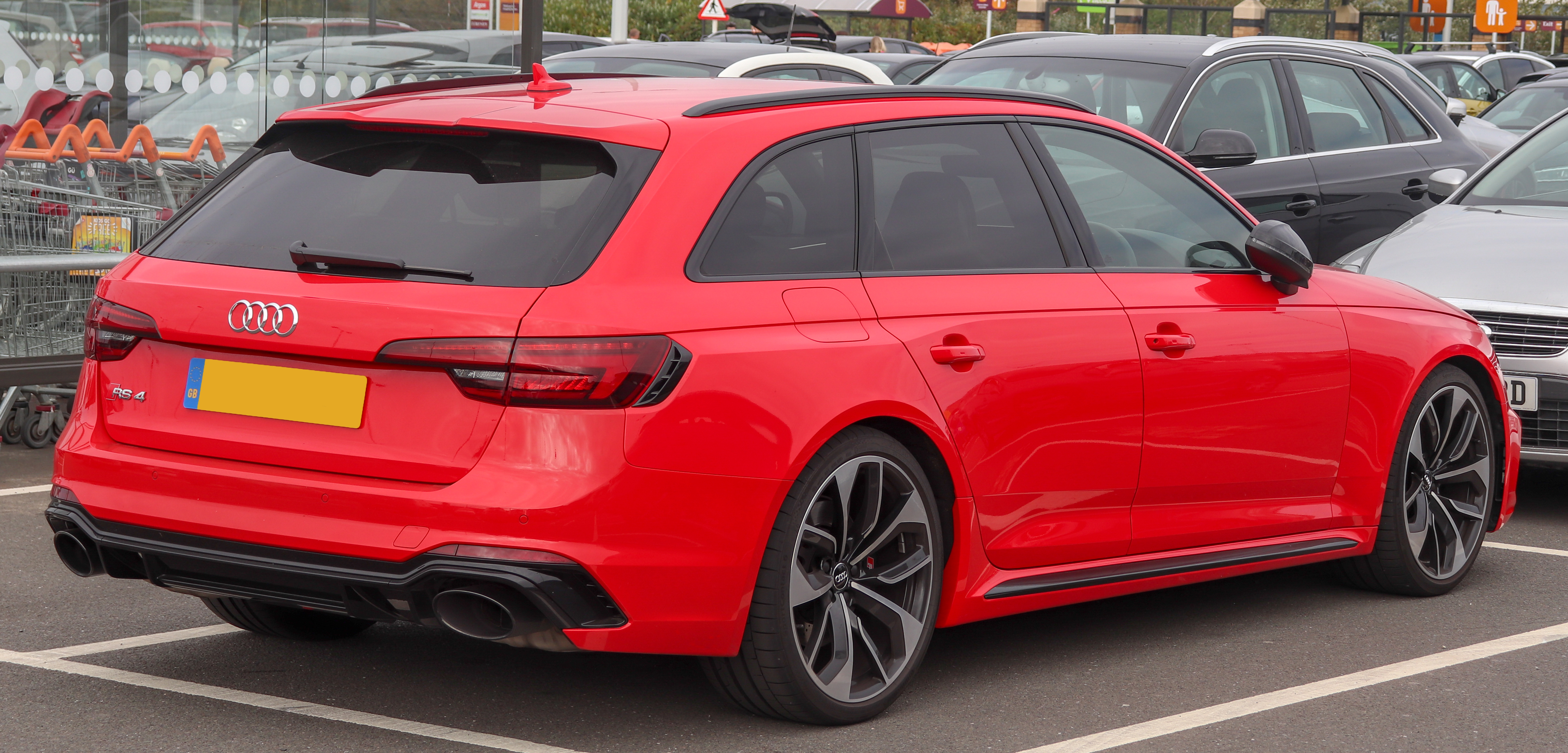
RS 4 2018

Audi RS 4 (B9) был представлен на Франкфуртском автосалоне 2017 в кузове Avant.
| Audi RS 4            | 2018                |
| -------------------- | ------------------- |
| Двигатель            | 2,993 см3 V6 TFSI   |
| Мощность двигателя   | 331 кВт (450 л. с.) |
| Разгон (0-100 км/ч.) | 4.1 сек.            |
| Макс. скорость       | 250 / 280 км/ч.     |
| Вес                  | 1790 кг             |